# Oboe

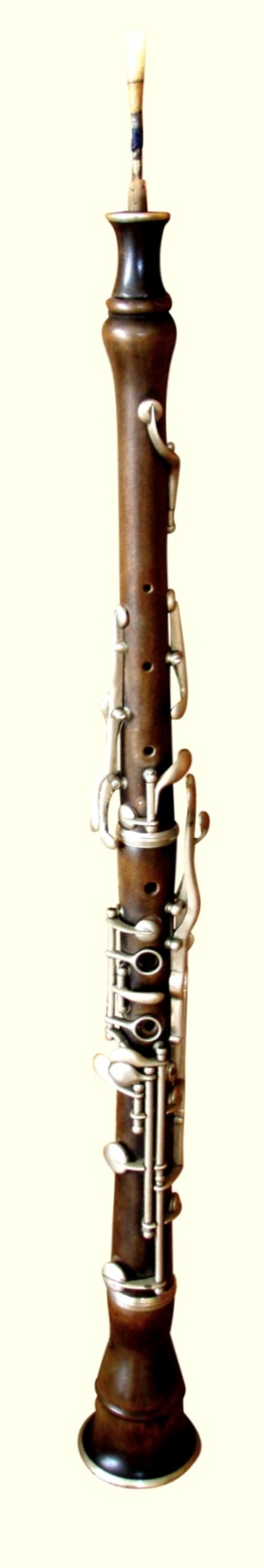
oboe viennois 1800-talet

Oboe (uttal /ʊˈboː/) är ett träblåsinstrument med dubbelt rörblad. Oboen utvecklades i Frankrike under 1600-talet. Namnet kommer av franskans haut bois (högt trä, dvs. högt träblåsinstrument). Skalmejan är en folklig föregångare till oboen.
I slutet av 1600-talet nyttjade den svenska armén och flottan skalmejor, som efter hand under det stora nordiska kriget i början av 1700-talet, byttes ut mot hautbois/oboe. Hautboist blev i krigsmakten beteckningen för en musiker som spelade både oboe och dulcian/basson.

## Karaktär och användning
Oboens ton brukar beskrivas som när man håller för näsan och talar, vilket något oegentligt benämns som ett nasalt (egentligen hyponasalt) ljud. Den är övertonsrik och hörs bra över de övriga orkesterinstrumenten.
- I den lägsta kvinten av sitt tonomfång har oboen en tendens att låta grov eller rå. Om en sådan karaktär inte är önskvärd brukar passager i detta register överlåtas till oboens större släkting engelskt horn.
- I mittenregistret klingar oboen bäst, och den kommer till sin fulla rätt i melodiska solon.
- De allra högsta tonerna är svårspelade och har en mycket tunn klang som kan erinra om att rörbladsinstrumentet i grunden är en "vasspipa"; de används sparsamt i symfoniorkestern.

När orkestern stämmer är det oboen som tar stämton, vanligtvis ett ettstruket a. Tonen hålls för det mesta ut i 4–6 sekunder. Under extrema omständigheter har uppmätts så mycket som en 13 minuter lång stämton, vilket förstås hör till det synnerligen ovanliga.

## Andra typer
Engelskt horn är en oboe i altläge; oboe da caccia är en föregångare till denna. Oboe d’amore är en oboe som är stämd en ters lägre än oboen.

## Kända oboister
- Johann Jacob Bach (1682–1722), tysk-svensk hautboist (oboist) vid Taubes dragonregemente under Karl XII:s tid (år 1704), senare (år 1713) flöjtist i Hovkapellet[3]
- Kennet Bohman (född 1957), barockoboe
- Jesper Harryson (född 1967), förste oboist i Kungliga Filharmoniska Orkestern och oboist i Kungliga Filharmonikernas Blåsarkvintett
- Lars Henriksson (född 1960), oboe/barockoboe, oboist i Ensemble 1700
- Heinz Holliger (född 1939), schweizisk oboist, kompositör och dirigent, lärare vid Hochschule für Musik in Freiburg im Breisgau
- Helen Jahren (född 1959), svensk frilansande oboist
- Andreas Lemke (född 1969), engelskt hornist och oboist i Kungliga Filharmoniska Orkestern
- Kjell Senås (född 1932), solo-oboist i ledande europeiska orkestrar samt förkämpe för det udda instrumentet xyklophonium, ett rörinstrument från tidigt 1800-tal. Medlem av symfoniska sällskapet Rex Musica samt ledamot i Akademiens rörblås-stiftelse.